# Finlândia nos Jogos Olímpicos de Verão de 1988
A Finlândia participou dos Jogos Olímpicos de Verão de 1988 em Seul, na Coreia do Sul. Conquistou uma medalha de ouro, uma de prata e duas de bronze, somando quatro no total. Ficou na vigésima quinta posição no ranking geral.

## Medalhistas

### Ouro
- Tapio Korjus — Atletismo, Lançamento de dardo masculino

### Prata
- Harri Koskela — Wrestling, Men's Greco-Roman Light Heavyweight

### Bronze
- Seppo Räty — Atletismo, Lançamento de dardo masculino

- Tapio Sipilä — Wrestling, Men's Greco-Roman Lightweight